# Cicurina sansaba
Cicurina sansaba là một loài nhện trong họ Dictynidae.
Loài này thuộc chi Cicurina. Cicurina sansaba được Willis J. Gertsch miêu tả năm 1992.